# Noness

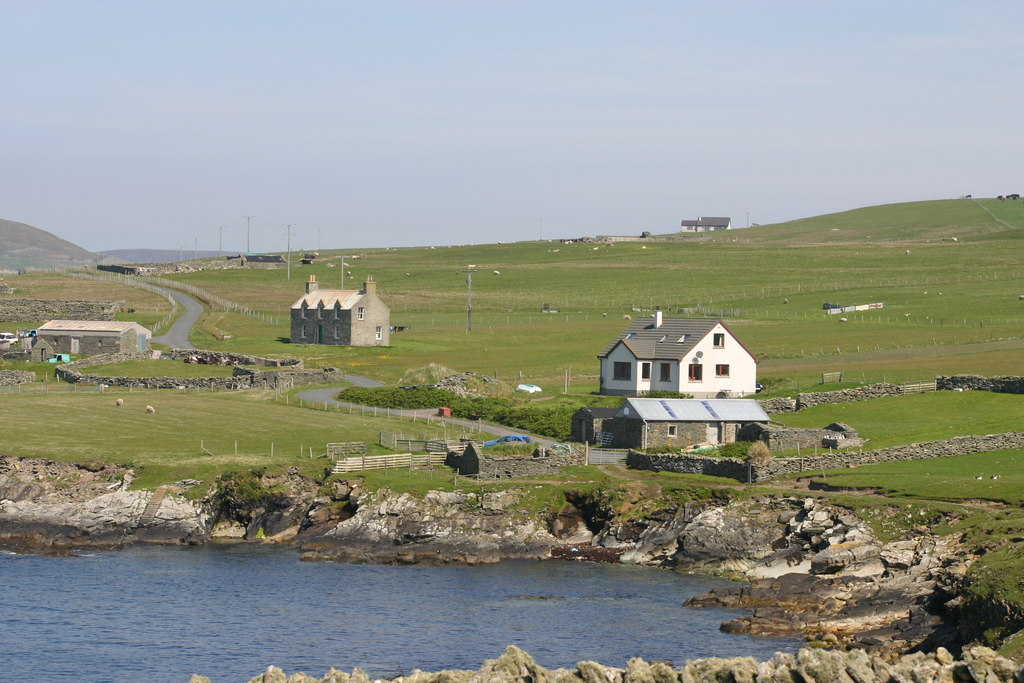
Häuser von Noness

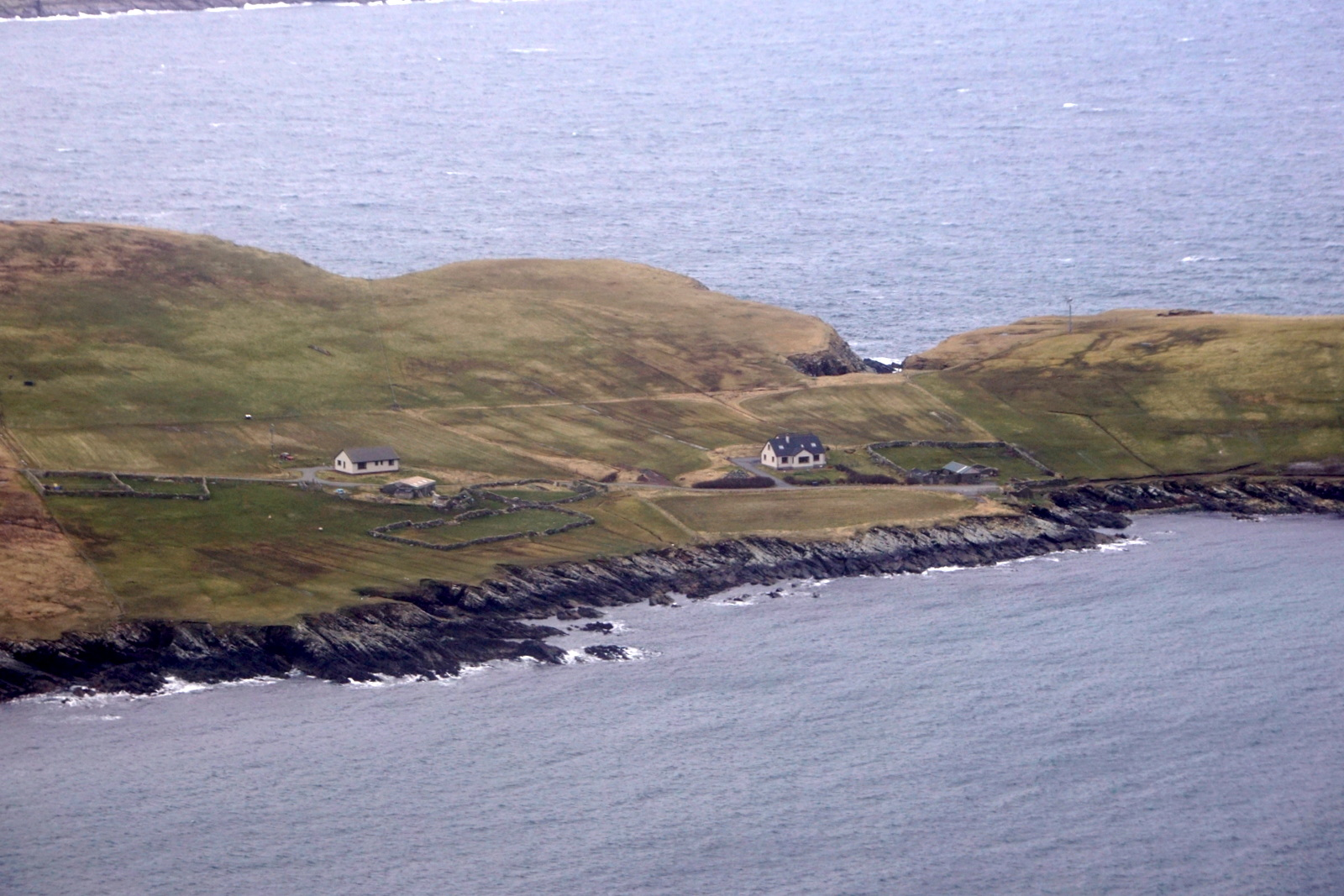
Noness aus der Luft

Noness ist eine kleine Ortschaft, die in Schottland im Süden der Shetlandinseln liegt.

## Geographie
Noness liegt an der östlichen Küste von Mainland am westlichen Ufer der Bucht No Ness. Nach Sandwick sind es anderthalb Kilometer im Nordwesten.

## Historisches
Im Rahmen der historischen Gliederung Schottlands in Civil Parishes zählt Noness zu Dunrossness.